# Pico das Agulhas Negras
Le Pico das Agulhas Negras  (« pic des Aiguilles Noires », en français) est une montagne brésilienne située à la frontière du Minas Gerais et de l'État de Rio de Janeiro.  Il culmine à 2 791 mètres.
Il s'agit du 5e plus haut sommet du Brésil. Il se situe dans le parc national d'Itatiaia.